# Sant Laurenç de la Cabrerissa
Sant Laurenç de la Cabrerissa (en francès Saint-Laurent-de-la-Cabrerisse) és un municipi lenguadocià a l'estat francès situat al departament de l'Aude i a la regió d'Occitània. L'any 2022 tenia 757 habitants.